# Ralph Bakshi
Ralph Bakshi (født 29. oktober 1938) er en amerikansk filminstruktør, specialiseret i Animationsfilm. Hans debutfilm var Fritz the Cat, fra 1972. Han er kendt for filmatiseringen af The Lord of the Rings i 1978. Dog er denne filmatisering ofte blevet glemt efter Peter Jackson instruerede filmen igen i 2001.